# Noiembrie 1994
Acest articol este generat integral pe baza informațiilor din articolul 1994 și este actualizat periodic de un robot.
 Editările făcute în articol vor fi șterse la următoarea actualizare! Dacă doriți să faceți modificări, editați articolul-sursă.

ianuarie -
februarie -
martie -
aprilie -
mai -
iunie -
iulie -
august -
septembrie -
octombrie -
noiembrie -
decembrie
Noiembrie 1994 a fost a unsprezecea lună a anului și a început într-o zi de marți.

## Evenimente
- 5 noiembrie: Este publicată o scrisoare a fostului președinte american, Ronald Reagan, prin care anunță că suferă de boala Alzheimer.
- 5 noiembrie: Pugilistul american, George Foreman, în vârstă de 45 de ani, devine cel mai în vârstă campion la categoria grea a WBA (World Boxing Association), după ce îl învinge prin KO pe Michael Moorer.
- 8 noiembrie: George W. Bush este ales guvernator al statului Texas.
- 13 noiembrie: Suedia decide prin referendum să se alăture Uniunii Europene.
- 13 noiembrie: Michael Schumacher câștigă în mod controversat primul titlu mondial în Formula 1.
- 16 noiembrie: PDSR hotărăște ca Partidul Solidarității Sociale condus de liderul de sindicat Miron Mitrea să fie asimilat de partidul de guvernământ. Mitrea devine membru PDSR și i se pregătește numirea în funcția de vicepreședinte al PDSR.[1]
- 18 noiembrie: Corneliu Coposu, președintele PNȚCD revine în țară după o absență de 4 luni din motive de sănătate.
- 29 noiembrie: La Congresul Extraordinar al C.N.S.L.R.-Frăția, Miron Mitrea se retrage din funcția de președinte al confederației, lăsându-i locul lui Pavel Todoran, liderul Federației Energetice.

## Nașteri
- 1 noiembrie: Ardin Dallku, fotbalist kosovar
- 1 noiembrie: Matthew Kennedy, fotbalist scoțian
- 8 noiembrie: Ramkumar Ramanathan, jucător de tenis indian
- 9 noiembrie: Carlos Fortes, fotbalist portughez
- 10 noiembrie: Takuma Asano, fotbalist japonez
- 15 noiembrie: Ekaterina Alexandrova, jucătoare de tenis rusă
- 17 noiembrie: Nicoleta Safta, handbalistă română
- 18 noiembrie: Danka Kovinić, jucătoare de tenis muntenegreană
- 21 noiembrie: Saúl Ñíguez Esclápez, fotbalist spaniol
- 27 noiembrie: Andreea Părăluță, fotbalistă română (portar)
- 30 noiembrie: William Melling, actor britanic de film

## Decese
- Rudolf Eisenmenger, 92 ani, pictor austriac (n. 1902)
- Ralph Walter Graystone Wyckoff Sr., 97 ani, profesor universitar american (n. 1897)
- Iosefini (n. Aurel Iosif), 78 ani, iluzionist român (n. 1916)
- Zuleiha Seidmammadova, femeie-pilot din Azerbaidjan (n. 1919)
- T. Carmi, 68 ani, poet israelian (n. 1925)
- George Almosnino, 58 ani, poet român (n. 1936)
- Gheorghe Vitanidis, 65 ani, regizor român (n. 1929)
- Jeffrey Dahmer, ucigaș în serie, canibal și necrofil american (1960-1994) (n. 1960)
- Titus Popovici (Titus Viorel Popovici), 64 ani, scriitor și scenarist român, membru corespondent al Academiei Române (n. 1930)